# Sana' Mehaydli
Sana' Mehaydli (in arabo سناء محيدلي‎?; Anqoun, 14 agosto 1968 – Jezzin, 9 aprile 1985) è stata una guerrigliera libanese, nota per essersi sacrificata in un attentato suicida a danno di soldati israeliani nell'ambito della guerra in Libano. Viene spesso ritenuta la prima donna kamikaze della storia ed è conosciuta in patria come "la sposa del Sud".

## Biografia
Sana' Mehaydli nacque nel villaggio di Anqoun, nel Libano meridionale, da famiglia araba cristiana. Aveva quattro fratelli e una sorella. Lavorava in una videoteca, dove avrebbe successivamente registrato un video nel quale annunciò la propria volontà di divenire martire in nome della liberazione del Libano meridionale dall'occupazione israeliana.
All'inizio del 1985, nell'ambito della guerra in Libano, aderì al Partito Nazionalista Sociale Siriano, allora affiliato al Fronte di Resistenza Nazionale Libanese. Ispirata da Wajdi Sayegh, suo compagno di partito suicidatosi in un attentato nel febbraio 1985, Mehaydli prese la decisione di sacrificarsi anch'essa. Il 9 aprile dello stesso anno, all'età di sedici anni, Mehaydli si fece esplodere su un'automobile Peugeot carica di esplosivi in prossimità di un convoglio israeliano a Jezzin, provocando la morte di se stessa e di due soldati israeliani e il ferimento di altri due. Il suo gesto ispirò numerose altre donne a sacrificarsi in simili attentati nel corso degli anni seguenti.
Nel 2008, nell'ambito di accordi stipulati tra le autorità israeliane e Hezbollah, la salma di Mehaydli venne riportata in Libano, venendo accolta a Beirut da centinaia di ammiratori e di membri del Partito Nazionalista Sociale Siriano al suono dei campanili delle chiese. Venne sepolta nel suo villaggio natale.